# Crocidura fischeri
Crocidura fischeri är en däggdjursart som beskrevs av Arnold Pagenstecher 1885. Crocidura fischeri ingår i släktet Crocidura och familjen näbbmöss. IUCN kategoriserar arten globalt som otillräckligt studerad. Inga underarter finns listade i Catalogue of Life.
Denna näbbmus förekommer i södra Kenya och norra Tanzania. Den lever i låglandet och i låga bergstrakter upp till 800 meter över havet. Habitatet utgörs av torra savanner.